# Gp41
GP41 è una glicoproteina presente nell'envelope dell'HIV.
Viene utilizzata come target degli antivirali (uno su tutti l'enfuvirtide) perché è implicata nel meccanismo di attacco del virus alla cellula ospite (in questo caso un linfocita).